# 現代灰姑娘
《現代灰姑娘》是1988年美國的一部電影。導演是唐納德·佩特瑞。主演是安娜貝絲·吉什、朱莉婭·羅伯茨和莉莉·泰勒。這部電影也是馬特·戴蒙出演的首部電影。

## 外部連結
- 開眼電影網上《現代灰姑娘》的資料（繁體中文）
- 豆瓣电影上《现代灰姑娘》的資料 （简体中文）
- 时光网上《现代灰姑娘》的資料（简体中文）
- AllMovie上的资料（英文）
- 爛番茄上的資料（英文）
- Box Office Mojo上的資料（英文）
- TCM电影资料库上的资料（英文）
- Metacritic上的資料（英文）
- 互联网电影数据库（IMDb）上的资料（英文）